# Hugonia poilanei
Hugonia poilanei är en linväxtart som beskrevs av Tardieu. Hugonia poilanei ingår i släktet Hugonia och familjen linväxter. Inga underarter finns listade i Catalogue of Life.